# Focke-Wulf Fw 62
Focke-Wulf Fw 62 – wodnosamolot zbudowany przez firmę Focke-Wulf na potrzeby Kriegsmarine. 

## Historia
Jesienią 1936 roku Ministerstwo Lotnictwa Rzeszy ogłosiło zapotrzebowanie na nowy wodnosamolot, który miał stanowić wyposażenie ciężkich okrętów Kriegsmarine. Maszyna miała być dwumiejscowa, zdolna do startu z okrętowej katapulty, posiadać dwa lub jeden pływak i jeden silnik o mocy między 588 kW a 662 kW. Oferty zostały rozesłane do firm Arado, Dornier, Focke-Wulf i Gothaer Waggonfabrik.
Ministerstwo Lotnictwa Rzeszy zdecydowało się na złożenie zamówienia na cztery prototypy zaproponowanych przez firmę Arado samolotów Ar 196. Jako maszynę rezerwową w przypadku niepowodzenia maszyn Arado, wyznaczono konstrukcję firmy Focke-Wulf, wodnosamolot Fw 62, który zamówiono w dwóch egzemplarzach prototypowych. Pierwszy prototyp Fw 62 V1 oblatany został wiosną 1937 roku. Posiadał on dwa pływaki, natomiast drugi prototyp Fw 62 V2 wyposażono w jeden pływak centralny i dwa pływaki stabilizujące pod skrzydłami. 
Mimo iż próby wykazały dobre osiągi samolotu firmy Focke-Wulf, zdecydowano się na złożenie zamówienia na seryjną produkcję Arado Ar 196. 